# Сеньєра (Валенсія)
Сеньєра (валенс. Senyera (офіційна назва), ісп. Señera) — муніципалітет в Іспанії, у складі автономної спільноти Валенсія, у провінції Валенсія. Населення — 1192 особи (2010).

## Географія
Муніципалітет розташований на відстані близько 310 км на південний схід від Мадрида, 46 км на південь від Валенсії.

## Демографія
Динаміка населення (INE ):

## Галерея зображень

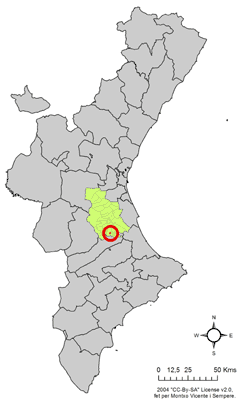
Розташування муніципалітету у автономній спільноті Валенсія
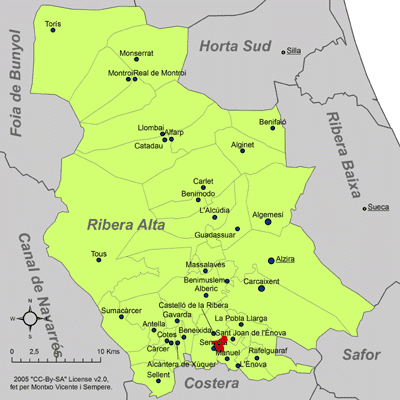
Розташування муніципалітету Сеньєра у комарці Рібера-Альта